# くるみざわしん
くるみざわ しん（1966年 - ）は、日本の劇作家、詩人、医師。長野県出身。光の領地 代表。本名は、胡桃澤 伸（読み方は同じ）。

## 略歴
大学時代に入っていた寮のしきたりで演劇をやらされた事から興味を持ち始め、37歳（2003年）になってから北区つかこうへい劇団 戯曲作法塾（5期生）、2005年から伊丹想流私塾（10期生）で本格的に演劇を学び始め、2007年9月に自作戯曲の上演を目的に「光の領地」を結成。2009年からは大阪文学学校で学び、詩人としても活動している。
2007年に『うどん屋』でテアトロ新人戯曲賞 佳作を受賞、日本劇作家協会新人戯曲賞では、2014年『蛇には、蛇を』・2017年『精神病院つばき荘』が最終候補作品、せんだい短編戯曲賞では、2015年『振って、振られて』・2016年『奪われた止まり木』が最終候補作品になっている。
代表作でもある『同郷同年』は、2016年「日本の劇」戯曲賞 最優秀賞・2018年 OMS戯曲賞 大賞を受賞している。
精神科医でもあり、専門は統合失調症、児童思春期。祖父は、長野県下伊那郡河野村（現豊丘村）で村長を務めた胡桃澤盛（くるみざわ もり）。

## 受賞歴
- 2007年（第18回）テアトロ新人戯曲賞 佳作『うどん屋』[1]
- 2015年（第22回）OMS戯曲賞 佳作『ひなの砦』[1]
- 2016年（第7回）「日本の劇」戯曲賞 最優秀賞『同郷同年』[10]
- 2018年（第25回）OMS戯曲賞 大賞『同郷同年』[11]
- 2019年（第74回）文化庁芸術祭 演劇部門 新人賞『忠臣蔵・破 エートス／死』の脚本 [12]
- 部落解放文学賞
  - 2008年（第34回）戯曲部門 佳作『しまいちゃび』[1]
  - 2009年（第35回）戯曲部門 佳作『瞑りの森』[1]
  - 2011年（第37回）詩部門 大賞『コンピューター』[13]
  - 2013年（第39回）詩部門 佳作『田舎教師』[1]
  - 2014年（第40回）戯曲部門 佳作『青い炎』[1]
  - 2015年（第41回）戯曲部門 佳作『山越の阿弥陀仏』[1]
- 伊東静雄賞
  - 2011年（第21回）佳作『青葉駅前みとり』[1]
  - 2014年（第24回）佳作『残像』[1]
  - 2016年（第26回）佳作『帰る名前』[1]

## 作品
- 北区つかこうへい劇団「うどん屋」（2007年、田端文士村記念館）脚本・演出
- エイチエムピー・シアターカンパニー
  - 「ユートピア」（2009年、AI・HALL）脚本
  - 「櫻姫」（2014年、AI・HALL）脚本
  - 「桜姫 歌ヒ鳴ク雉ノ行方」（2015年、ウイングフィールド）作、原作：鶴屋南北
  - 「四谷怪談」（2016年、ウイングフィールド）脚本・演出
  - 「四谷怪談　雪ノ向コウニ見タ夢」「盟三五大切」（2017年、AI・HALL）作、原作：鶴屋南北 [15]
  - 「忠臣蔵・序　ビッグバン／抜刀」（2018年、AI・HALL）脚本 [16]
  - 「忠臣蔵・破　エートス／死」（2019年、AI・HALL）脚本 [17]
- 大阪現代舞台芸術協会-DIVE-「坊っちゃん」（2014年、AI・HALL）脚本・演出
- 光の領地・虚空旅団「ひなの砦」（2014年、ウイングフィールド）脚本
- 日本劇団協議会「同郷同年」（2017年、恵比寿・エコー劇場）脚本 [18]
- 振って、振られて（2017年 - 2019年、池上邸蔵 他）脚本
- 演劇ユニット茶話会「蛇には、蛇を」（2017年、ひつじ座）脚本
- 大阪女優の会「テキスト 闇教育」（2018年、ドーンセンター）脚本
- 精神病院つばき荘（2018年 - 2020年、新宿ゴールデン街劇場 他）脚本 [19]
- 劇団EN「星野君の二塁打の別府さんとその妻」（2019年、吹田市文化会館）脚本
- トレンブルシアター「おはなし、お父さん」（2019年、新宿ゴールデン街劇場）脚本 [20]
- 劇団コーロ「眠っているウサギ」（2019年、八尾市文化会館）脚本
- Myrtle Arts「同郷同年2023」（2023年、ザムザ阿佐ヶ谷）脚本